# Ibragim Callagov
Ibragim Jur'evič Callagov (in russo Ибрагим Юрьевич Цаллагов?, Ibragim Yuryevich Tsallagov; Vladikavkaz, 12 dicembre 1990) è un calciatore russo, difensore dell'Alanija Vladikavkaz.

## Carriera

### Club

#### Kryl'ja Sovetov
Callagov ha esordito nella Prem'er-Liga con la maglia del Kryl'ja Sovetov: il 13 marzo 2010, infatti, è stato schierato titolare nella sconfitta casalinga per 0-1 contro lo Zenit. Il 2 ottobre successivo ha realizzato la prima rete nella massima divisione russa, contribuendo così alla vittoria per 2-3 sul campo dell'Alanija Vladikavkaz.

### Nazionale
Callagov ha contribuito alla vincente campagna di qualificazione al campionato europeo Under-21 2013, con la Nazionale di categoria. Il commissario tecnico Nikolaj Pisarev lo ha poi incluso tra i convocati in vista della fase finale della rassegna continentale.